# Bufo lughensis
Bufo lughensis és una espècie d'amfibi que viu a Etiòpia, Kenya, Somàlia, el Sudan i, possiblement també, a Uganda.
Està amenaçada d'extinció per la pèrdua del seu hàbitat natural.